# Terapia de substituție hormonală
Terapia de substituție hormonală (THS), cunoscută și sub denumirea de terapie hormonală pentru menopauză, este o formă de tratament hormonal utilizată pentru a trata simptomele asociate menopauzei. Acestea includ bufeuri, transpirații nocturne, uscăciune vaginală și tulburări de dispoziție. În general, THS este tratamentul recomandat pentru aceste simptome. Nu este recomandată utilizarea generală a THS pentru prevenirea unor probleme de sănătate pe termen lung, cum ar fi cancerul, bolile de inimă sau osteoporoza. Se recomandă utilizarea pe termen scurt, iar administrarea se poate face prin diverse căi.
Efectele secundare pot include boli ale vezicii biliare, accident vascular cerebral, incontinență urinară și cheaguri de sânge; cu toate acestea, nu s-a observat o modificare a riscului general de rezultate negative sau deces. Dovezile actuale sugerează că, la persoanele sub 60 de ani, beneficiile ar putea depăși riscurile. În general, utilizarea nu este recomandată persoanelor cu probleme hepatice sau cancer la sân. Tratamentul include estrogen și progestogen. Progestogenul este utilizat, cu excepția cazului în care uterul a fost îndepărtat, pentru a evita creșterea riscului de cancer endometrial. Uneori, se folosesc și androgeni, cum ar fi testosteronul.
Terapia de substituție hormonală există încă din anii 1890. Începând cu anul 2024, costurile în Statele Unite variază între 10 și 500 USD, în funcție de tipul tratamentului. În anul 2023, includerea estrogenului estradiol, în Lista medicamentelor esențiale ale Organizației Mondiale a Sănătății a fost respinsă, cu recomandarea de a se reevalua ulterior posibilitatea includerii. Terapia de substituție hormonală bioidentică a devenit populară în anii 2000, datorită afirmațiilor că ar fi mai „naturală”; însă, beneficiile și siguranța acesteia rămân neclare, iar utilizarea nu este recomandată.